# Go Gwang-gu
Go Gwang-gu, kor. 고광구 (ur. 29 września 1972) – południowokoreański sztangista.
Dwukrotny olimpijczyk (1992, 1996), brązowy medalista mistrzostw świata (1993) w podnoszeniu ciężarów. Startował w wadze muszej (do 52 lub 54 kg).

## Osiągnięcia

### Letnie igrzyska olimpijskie
- Barcelona 1992 – 4. miejsce (waga musza)
- Atlanta 1996 – 7. miejsce (waga musza)

### Mistrzostwa świata
- Melbourne 1993 –  brązowy medal (waga musza)